# 168767 Kochte
168767 Kochte este o planetă minoră (asteroid) din centura de asteroizi. A fost descoperită pe 25 august 2000 la Observatorio de Cerro Tololo⁠(d) de Marc Buie⁠(d). 
Obiectul prezintă o orbită caracterizată de o semiaxă mare de 2,2395100549467 UAi, o excentricitate de 0,21112120529942, o înclinație de 7,874358724507 ° în raport cu ecliptica.